# Let My People Go: The Story of Israel
Let My People Go: The Story of Israel ist ein US-amerikanischer Dokumentarfilm aus dem Jahr 1965 unter der Regie von Marshall Flaum. Der Film wurde 1965 für den Academy Award für den besten Dokumentarfilm nominiert. Flaum war auch Produzent und Drehbuchautor.

## Handlung
Richard Basehart erzählt in seinem Film die Geschichte der Bemühungen um die Schaffung einer Heimstätte für das jüdische Volk. In den Film eingeflochten sind Archivaufnahmen von Personen und Ereignissen, die bis zu Theodor Herzl auf dem ersten Zionistenkongress 1897 in Basel zurückreichen. Der Film zeigt den Präsidenten der Zionistischen Weltorganisation, Chaim Weizmann bei einem Treffen mit Arthur Balfour, dem Verfasser der Balfour-Deklaration, in der es heißt: „Die Regierung Seiner Majestät betrachtet mit Wohlwollen die Errichtung einer nationalen Heimstätte für das jüdische Volk in Palästina“.
Der Dokumentarfilm zeigte jüdische Flüchtlinge auf Schiffen, denen nach dem Weißbuch von 1939, das die jüdische Einwanderung beschränkte, die Einreise in das Mandatsgebiet Palästina verweigert wurde. Der Film enthält bisher unveröffentlichtes Filmmaterial aus der Zeit des Holocaust. Gezeigt wird das jüdische Leben im Warschauer Ghetto, eine junge Frau, die ihr regungsloses Kind trägt, und die „Illegalen“, Vertriebene, die nach dem Zweiten Weltkrieg versuchten, die britische Blockade zu umgehen und in britischen DP-Lagern auf Zypern festgehalten wurden. Nach einer Kurzwellenübertragung der Sitzung der Vereinten Nationen im Jahr 1947, auf der der Teilungsplan verabschiedet wurde, der am 15. Mai 1948 zur Gründung des Staates Israel führte endet der Film mit Bildern von Männern und Frauen, die zum Gedenken an die sechs Millionen Opfer des Holocaust Bäume pflanzen.

## Produktion
Der Film wurde in den Vereinigten Staaten im April 1965 über ein landesweites Netz unabhängiger Sender ausgestrahlt, die von der Xerox Corporation gesponsert wurden.

## Kritiken
Der Kritiker Donald Kirkley von The Baltimore Sun bezeichnete „Let My People Go: The Story of Israel“ als „eines jener seltenen Programme, die uns daran erinnern, zu welchen Höhen das Fernsehen aufsteigen kann, wenn es sein Bestes gibt“.
Der Fernsehkritiker Jack Gould von The New York Times nannte den Film „eine Dokumentation von schonungslosem Realismus …, die das Bewusstsein des Zuschauers mit dem unermüdlichen Edelmut und der tierischen Barbarei der menschlichen Rasse durchbrennt“.